# 裁判所職員定員法
裁判所職員定員法（さいばんしょしょくいんていいんほう、昭和26年3月30日法律第53号）は、日本の裁判所の職員の総定員数に関する法律である。日本国憲法施行の際に施行された裁判所職員の定員に関する法律(昭和22年法律第4号)の全部を改正したもの。
裁判所の職員は国家公務員法2条3項13号に規定する特別職であり、行政機関の職員の定員に関する法律の定員には含まれない。1951年（昭和26年）3月30日に公布された。
その性質から、ほぼ毎年改正がされる。

## 構成
- 第1条（下級裁判所の裁判官の員数）
- 第2条（裁判官以外の裁判所の職員の員数[注 1]）
- 附則

## 裁判所職員の員数
裁判所職員定員法の一部を改正する法律（令和4年法律第30号）による改正により、裁判所職員の員数は以下のとおりとなった。
- 下級裁判所の裁判官の員数
  - 高等裁判所長官 - 8人
  - 判事 - 2,155人
  - 判事補 - 857人
  - 簡易裁判所判事 - 806人
- 裁判官以外の裁判所の職員の員数[注 1] - 21,775人

なお、制定当時（昭和26年）の定員数は、高等裁判所長官8人、判事1,100人、判事補472人、簡易裁判所判事728人だった。また日本国憲法施行の際の裁判所職員の定員に関する法律による定員数は、高等裁判所長官8人、判事814人、判事補250人、簡易裁判所判事645人だった。